# Cap Saint Jacques
Cap Saint Jacques is een voormalige stadsprovincie in de Unie van Indochina. De provincie lag op de plek waar tegenwoordig Bà Rịa in Vietnam ligt. De provincie heeft bestaan van 1929 tot 1934.